# Boris Berezovskij
Boris Abramovitj Berezovskij (ryska: Бори́с Абра́мович Березо́вский), född 23 januari 1946 i Moskva, död 23 mars 2013 i Ascot i Berkshire i Storbritannien, var en rysk affärsman och politiker. Han räknades till de oligarker, som skapade sina stora förmögenheter i Ryssland under 1990-talet efter Sovjetunionens upplösning.
Från år 2000 befann han sig i opposition mot Vladimir Putin och dennes politik. År 2001 slog sig Berezovskij ned i Storbritannien under politisk asyl.
Berezovskij hade 2004 beställt en megayacht med namnet Darius från Lürssen för omkring 148 miljoner euro. Tre år senare kom dock den globala finanskrisen som gjorde att Berezovskij inte kunde betala de återstående delbetalningarna. Berezovskij valde då att sälja megayachten till den emiratiske affärsmannen Abdulla Al Futtaim för 240 miljoner euro.